# Январский конфликт 1920 года в Башкирской Советской Республике
Январский конфликт 1920 года в Башкирской Советской Республике — конфликт между Правительством Башкирской АССР — Башревкомом и партийным органом РКП(б) Башобкомом, а также органами централизованного управления РСФСР (БашЧК, Башвоенкомат, Башсовнархоз, Башнаркомпрод) в январе 1920 года.

## Предыстория
20 марта 1919 года, после подписания «Соглашения Центральной Советской власти с Башкирским правительством о Советской Автономной Башкирии», Башкурдистан был признан центральными советскими властями и преобразован в Башкирскую Советскую Республику. Однако при реализации «Соглашения…» правительство автономной республики — Башкирский военно-революционный комитет (Башревком) столкнулся с целым рядом противодействий со стороны соседних губернских революционных комитетов, с неприятием местными коммунистами и советскими работниками идеи национальной автономии, недоверчивым отношением центральной власти к руководителям республики и т. д.
После возвращения из эвакуации из Саранска, 26 августа 1919 года Башревком издал приказ № 1 о своём вступлении в непосредственное управление Башкирской республикой. Был внесён запрет на вывоз с территории республики продуктов и сырья, в связи с этим были выставлены заградительные отряды. Власти соседних губерний и местные партийные деятели тут же обвинили руководство республики в национализме и в срыве поставок продовольствия и сырья. Соседние губпродкомы продолжали выполнять продразвёрстку за счёт населения республики, сильно пострадавшей от грабежей как со стороны красных, так и со стороны белых войск (за период Гражданской войны линия фронта проходила по территории республики 6 раз). Противодействие со стороны властных структур соседних губерний было поддержано центральной властью РСФСР. В Москву для переговоров были направлены председатель Башревкома X. Юмагулов, члены — А. Адигамов и Ф. Тухватуллин. В результате 15 сентября 1919 года ВЦИК РСФСР принял постановление «О передаче Башкирскому революционному комитету всего аппарата управления и об организации управления на территории Башкирской Советской Республики», согласно которому ВЦИК предписывал Оренбургскому, Уфимскому, Пермскому, Екатеринбургскому, Челябинскому и Самарскому губернским комитетам не распространять в дальнейшем свои действия на территории Башкирской Советской Республики. Однако процесс передачи власти на всей территории республики затянулся до начала 1920 года.
20 сентября 1919 года противники башкирской автономии организовали закрытое заседание с участием работников Оренбургского губисполкома, губкома РКП (б) под руководством И. А. Акулова, высшего командования Восточного фронта и 1-й армии, председателя ВЦИК М. И. Калинина и его заместителя С. С. Пестковского. Участники совещания вынуждены были признать сам факт существования Башкирской Советской Республики, но требовали установления в ней «действительной советской власти». Одним словом, они хотели, чтобы на территории республики также проводилась общероссийская экономическая политика «военного коммунизма», в то время как Башревком собственную автономную экономическую политику со свободным рынком, с сохранением крупных и средних крестьянских хозяйств, а также единоличных хозяйств, производивших основной объём сельскохозяйственной продукции. Эта экономическая политика привлекала на свою сторону жителей соседних губерний, которые явочным порядком стали переходить под юрисдикцию Башкирской Республики, что не могло устроить представителей местных губкомов. Основные выводы, выработанные на этом совещании, сводились к следующему: 1) все башкирские военные подразделения отправить на фронт, тем самым лишить Башревком военной силы; 2) организовать Башкирский обком РКП (б) и в его состав включить противников национальной автономии из среды русских и татарских коммунистов; 3) используя Башобком, БашЧК, уполномоченных центра и русских работников, парализовать и даже дезорганизовать работу Башревкома; 4) «коммунизировать» башкирские войска, находившиеся в отрыве от родины и Башревкома.
Башкирские военные части отправляются на Западный фронт на войну с Польшей и на оборону Петрограда от войск Юденича. 10 ноября 1919 года был избран Башкирский обком РКП (б), его председателем стал Юмагулов, который одновременно являлся председателем Башревкома. Однако реальная власть над Башобкомом была в руках уполномоченного ЦК РКП(б) Артёма (Ф. А. Сергеева), у которого в своём распоряжении находились финансовые средства, которые в основном использовались для поднятия престижа военно-коммунистической диктатуры и одновременно для дискредитации деятельности Башревкома. В состав Башобкома также вошли татарские коммунисты Каспранский, Измайлов, Рахматуллин, Тагиров, Шамигулов и один русский коммунист — уполномоченный ВЦИК Самойлов. Члены Башобкома Г. Шамигулов и М. Тагиров были противниками самоопределения башкир и ещё в феврале 1918 года принимали участие в аресте членов Правительства Башкурдистана, другие члены Башобкома как Ф. Самойлов и А. Измайлов, также являлись противниками создания автономной республики. В этом им противодействовал Башревком, поэтому Башобком, используя большевистский лозунг борьбы против национализма и находя сторонников даже среди партийных и советских функционеров в Москве, осуществлял деятельность на ликвидацию Башревкома. В советской печати соседних губерний деятельность Башревкома часто подвергалась необоснованной критике.
На местах периодически возникали земельные вопросы, что было также связано с увеличением переселенческого населения после революции, которое в некоторых районах увеличилось до 20 %. Возникли разногласия вокруг деятельности «Башкиропомощи», где первоначально руководил представитель ВЦИК Т. И. Седельников, а с середины декабря 1919 года — представитель ЦК РКП(б) и известный революционер Артём (Ф. Сергеев). В своём письме В. И. Ленину и И. В. Сталину члены Башревкома указывали, что в составе «Башкиропомощи» нет ни одного представителя коренной национальности, а также обвиняли её руководителя Артёма (Ф. Сергеева) в том, что он набрал в «Башкиропомощь» самых отчаянных врагов Башкирской республики (Дауге, Поленова, Сычёва, Чистякова) и он же «забрал в свои руки Обком партии» и начал «работу по срыву Башреспублики» и т. д. «Башкиропомощь» превратилась в настоящую национальную организацию русских шовинистов, которая вместо обозначенной в постановлении помощи пострадавшему башкирскому населению, стала органом защиты интересов только русского населения.
С 22 ноября по 3 декабря 1919 года в Москве состоялся II Всероссийский съезд коммунистических организаций народов Востока, на который от Башобкома был делегирован Г. Шамигулов. Через резолюцию этого съезда татарские коммунисты попытались реанимировать проект Татаро-Башкирской Советской Республики, после чего член Башобкома А. Измайлов стал открыто заявлять, что «Башреспублике — конец». 5—9 декабря 1919 года в Москве состоялся VII Всероссийский съезд, на котором отдельной делегацией участвовали представители Башкирской Советской Республики А. Валидов, А. Адигамов, К. Каспранский, Ф. Сулейманов, А. Бикбавов. 13 декабря 1919 года Политбюро ЦК РКП(б) отменило «Положение о Татаро-Башкирской республике». А. А. Валидов об этом в телеграмме написал так: «Слияние Киргизии и Башкирии отвергнуто благодаря настояниям Мартынова и Эльцина и татар. Слияние татар и башкир отвергнуто нами, киргизами, туркестанцами и русскими. За Татарскую республику голосовали все, кроме самих татар». После этого противники автономии башкир приступили к более решительным мерам. В декабре председатель ВЦИК В. И. Ленин получает телеграмму от Юмагулова по поводу конфликта между Башревкомом и Уфимским губкомом. Вскоре от одного из членов БашЧК в Башревком поступила информация, что против его членов и лично А. А. Валидова готовится заговор, вплоть до их убийства.

## Ход конфликта
2 января 1920 года уполномоченный ЦК РКП(б) Артём (Ф. Сергеев) в своём письме председателю СНК РСФСР В. И. Ленину указал, что ему не стоит придавать значения «паническим телеграммам», на которых не будет его подписи, а далее написал, что он и Дудник при «действительной необходимости» сами известят Ленина. 10 января 1920 года Башобком принял тезисы о реорганизации правительства республики — Башревкома, в том числе о том, что все постановления Башревкома «имеющее общесоюзное, а не только частно-башкирское значение» должны утверждаться уполномоченным ВЦИК при Башревкоме. Башкирский обком РКП (б), отказавшись от своего прежнего обещания «не брать на себя функций административных», без согласия Башревкома, назначил на должность председателя БашЧК своего члена А. Ю. Измайлова. Таким образом уполномоченный ВЧК по «борьбе с башкирской контрреволюцией» Артём (Ф. Сергеев) получил в своё подчинение все чрезвычайные комитеты и особые отделы, расположенные на территории республики. По заявлению члена БашЧК К. Муценека, Башкирский чрезвычайный комитет не подчиняется Башревкому и является верховной властью в республике, поэтому вправе проверять и контролировать работу членов Башревкома.
Решение о назначении председателем БашЧК Измайлова было аннулировано Башревкомом. С целью пресечь предполагаемый заговор, по приказу Башревкома должность председателя Башкирской чрезвычайной комиссии (БашЧК) занял Т. Имаков, при этом его прежний руководитель С. Мурзабулатов оставался членом БашЧК. В октябре 1919 года при организации комиссариатов Башкирского военно-революционного комитета (Башревкома), в соответствии с «Соглашением…» планировалось также создание отдела внешних сношений. 12 января 1920 года Президиум Башревкома утвердил «Положение об отделе внешних сношений при БЦИК» (Башвоенревкоме). Заведующим отдела был назначен К. М. Рычков (Ракай).
Однако Башкирский обком РКП (б) заявил, что функции отдела внешних сношений «означают первый шаг к полному отделению».13 января 1920 года, по предложению Артёма (Ф. Сергеев), Башобком принял резолюцию о правах Башкирской АССР в экономической сфере: «Ввиду того, что коммунистическое строительство предполагает единство хозяйственной жизни РСФСР, то соглашение об организации автономной республики не предполагает отделения, а наоборот, базируется на принципе единства хозяйственной жизни страны». Таким образом партийные деятели всячески стремились ограничить не только политические, но и экономические права автономной республики.
14 января 1920 года Башревком проводит своё экстренное заседание, которое заявило о существовании в Башкирской республике группы лиц, «действующих против БССР, Башревкома и башкирских деятелей», и о том, что они готовят заговор: «Пресечь авантюру группы в корне и самым решительным образом, лишив временно свободы Измайлова Абдрахмана, Шамигулова Галия, Мустафина Сагдия, Муценека… В случае активного выступления Сергеева-Артёма, Самойлова и др. принять меры к их отстранению… Об арестах немедленно телеграфировать ВЦИК, СНК — Ленину, Троцкому, Сталину…, петроградской группе башкирских частей, бригаде тов. Муртазина, запасному полку и во все кантонные ревкомы…». 16 января 1920 года Измайлов, Шамигулов, Мустафин и Муценек были арестованы председателем БашЧК Т. Имаковым и народным комиссаром внутренних дел Ф. Тухватуллиным.
16 января 1920 года Башревком выпустил «Воззвание ко всему населению и красноармейцам БССР» о раскрытии заговора, целью которого было «разрушение БССР» а его участниками являлись «давнишний и непримиримый враг башкирского движения и властолюбец Шамигулов Галий и, ничем не связанный с башкирской беднотой, ценящий интересы башкирской бедноты за грош казанец Исмагилов, он же Измайлов и другие», там же указывалось об извещении центральных властей РСФСР о заговоре.
16 января 1920 года по созыву уполномоченного ЦК РКП(б) Артёма (Ф. Сергеева), уполномоченного ВЦИК Ф. Самойлова состоялось чрезвычайное совещание, которое приняло решение о передаче партийному суду Х. Юмагулова и Т. Имакова, с немедленным их отстранением от всех постов. О всех мерах «борьбы с контрреволюцией» в республике было решено известить Председателя СНК РСФСР В. Ленина и командующего Туркестанским фронтом М. Фрунзе.
Центральные органы власти оперативно вмешались в события, происходящие в республике, встав на защиту членов Башобкома РКП(б) и БашЧК. 16 января 1920 года В. И. Ленин направил телеграмму председателю Башревкома X. Юмагулову телеграмму: «Предбашвоенревкому Юмагулову приписывается сдать дела заместителю и немедленно выехать в Москву для объяснений». В тот же день в Стерлитамак по приказу командующего Туркестанским фронтом М. В. Фрунзе был выслан конный отряд в составе 300 человек. Также были приняты меры, чтобы не допустить выступления Башкирской отдельной кавалерийской бригады под командованием М. Л. Муртазина, так как уполномоченный ЦК РКП(б) Артём (Ф. Сергеев) был уверен, что «Башревком определённо готовится к вооружённой борьбе». Также М. В. Фрунзе приказал военному комиссару Башкирской АССР и коменданту города Стерлитамака немедленно освободить арестованных членов Башобкома РКП(б) и БашЧК, в результате 19 января 1920 года они были освобождены. 20 января 1920 года ВЦИК в своей телеграмме указал, что «ВЦИК по соглашению ЦК РКП послал в Стерлитамак товарищей Артёма (Сергеева), Преображенского и Самойлова, чуждых местных уфимских интересам, не способных вести местническую, шовинистическую политику… ВЦИК считает неправдоподобным и совершенно исключённым, чтобы они могли вести агитация против Башреспублики».
Полная поддержка Центром, Реввоенсоветом Туркестанского фронта противников автономии, вдохновила противников автономии на дальнейшие шаги по ликвидации республики. Шамигулов советовал Центру расстрелять заместителя председателя Башревкома А. А. Валидова, несмотря на то, что тот в то время находился в Москве и не мог участвовать в этих событиях. А уполномоченный Артём (Ф. А. Сергеев) в телеграмме от 24 февраля 1920 года председателю ВЧК Ф. Э. Дзержинскому пишет о необходимости расстрела К. М. Рычкова (Ракая) . Председатель Оренбургского губкома РКП(б) И. А. Акулов составляет доклад и 26 января 1920 года отправляет его в ЦК РКП(б) и лично В. И. Ленину, где заявляет, что «автономия Башкирии не выдержала испытаний жизни, да и не могла выдержать в силу экономических, политических, национально-культурных условий, но принимая во внимание, что наша восточная политика требует создания автономных республик» предлагает, устранить из Башревкома башкирских деятелей и заменить их «товарищами из Центра и партийными работниками из татар — Шамигуловым, Измайловым, Мустафиным и другими», ибо, как говорится в докладе, русские и татары «представляют собой население культурно развитое, располагающее значительными силами, чего про башкир-номадов, по преимуществу, не скажешь». Согласно докладу башкиры народ отсталый и кроме группы полуинтеллигентных людей «ничего не имеют», а эти «полуинтеллигенты» приспосабливаются «то к колчаковскому, то к советскому режиму». Также в докладе указывается, что «ни в коем случае не разрушать переводом из Башкирии Шамигулова, Измайлова, Мустафина и др. начатую работу». В результате Шамигулов, Измайлов, Мустафин остались в составе Башобкома, несмотря на то, что ЦК РКП(б) первоначально принял решение об их переводе на другое место.
24 января 1920 года между Лениным и Юмагуловым состоялся разговор, в ходе которого председатель СНК РСФСР выразил надежду «что никаких осложнений не произойдёт» и 30 января 1920 года направил телеграмму Башревкому, в котором потребовал от него немедленно исполнить соответствующие распоряжения ВЦИК по поводу январского конфликта и указывал, что Артёму (Ф. Сергееву) и Самойлову дана директива о необходимости «самого лояльного соблюдения Башконституции» и выражал уверенность, что они «не дадут никаких поводов к осложнениям». 30 января 1920 года командующий Туркестанским фронтом М. В. Фрунзе и член Реввоенсовета Туркестанского фронта И. Любимов обратились с воззванием к башкирскому народу, в котором опровергался распространявшийся слух о том, что советская власть хочет ликвидировать Башкирскую республику и желает «всюду посадить комиссаров из русских и других народностей и т. п.», решительно осуждались происки контрреволюционеров.
Однако принятые центральными властями меры не решили конфликтную ситуацию. В середине февраля 1920 года в Белебеевском, Бирском и Мензелинском уездах вспыхнуло «восстание Чёрный Орёл», которое связывали с происками Башревкома и его руководителя А. А. Валидова. Башревком выступал против вмешательства партийных органов в административные, экономические и другие сферы республики, так как они находились вне компетенции Башобкома и уполномоченного ЦК РКП(б). В свою очередь, Башобком РКП(б) продолжил работу по дискредитации деятельности Башревкома.
После прибытия в Москву Х. Ю. Юмагулов был предан партийному суду и исключён из рядов РКП (б). 24 февраля 1920 года в Стерлитамак возвратился заместитель председателя Башревкома А. А. Валидов, который 1 марта 1920 года был избран его председателем. Впоследствии уполномоченный ВЦИК Ф. Н. Самойлов писал об этом писал таким образом: «Мы были уверены, что с приездом Валидова из Москвы нам удастся установить такие взаимоотношения с Башкирским ревкомом, при которых будет возможна совместная работа. Нам было известно, что среди башкирских „вождей“ Валидов был самым умным. Поэтому казалось, что, как бы в глубине души он ни относился к авантюре Юмагулова, открыто одобрить её он все же не может. Но мы жестоко ошиблись. По приезде в Стерлитамак Валидов с первых же дней открыто встал на сторону Башревкома, оправдывая без стеснения все его действия».
7—9 марта 1920 года в Стерлитамаке состоялась II областная партийная конференция. На конференции с докладом о работе Башобкома РКП(б) выступил Артём (Ф. Сергеев), где указал о возникших сложностях и конфликтах, при этом всячески оправдывал деятельность Башобкома. На конференции в состав Башобкома наряду с коммунистами, присланными из Центра (Артём, Ф. Самойлов и другие), были избраны также местные члены партии, находящиеся в оппозиции к Башревкому (Ш. Худайбердин, Ф. Ахмедуллин), так и её сторонники (К. Каспранский, И. Рахматуллин, Ф. Тухватуллин и другие). Политическим секретарём Башобкома был избран К. Каспранский. Новый состав Башобкома и его секретарь не устраивали уполномоченных Центра, которые хотели установить в республике свой полный диктат. Впоследствии уполномоченный ВЦИК Ф. Н. Самойлов об этом писал о том, что через секретаря Каспранского председатель Башревкома «Валидов часто диктовал свою волю и Башкирскому Областному Комитету партии».
10 марта 1920 года в Стерлитамаке открылся Всебашкирский съезд комитетов по борьбе с беднотой, в ходе которого возникли разногласия между Башревкомом и руководителями «Башкиропомощи» во главе с Артёмом. Правительство республики обвинило «Башкиропомощь» и комитеты по борьбе с беднотой в натравливании башкирской бедноты против руководителей Башкирской АССР. Ночью 10 марта, во время работы съезда, было совершено вооружённое нападение на дом председателя Башревкома А. А. Валидова, однако в ходе перестрелки охране удалось отбить этот налёт.
В марте 1920 года Усерганский кантонный комитет РКП(б) под руководством своего председателя Поленова, уполномоченных «Башкиропомощи» Чистякова и Пирожникова, опираясь на самостоятельно организованный вооружённый отряд из 200 человек, созвал кантонный крестьянский земельный съезд с участием уполномоченного Артёма. Съезд избрал новый состав кантисполкома, который захватил кантонный чрезвычайный комитет и милицию, а также организовал свой Военный комиссариат. Административный центр Усерганского кантона, находившийся в башкирской деревне Зианчурино, был перенесён в русское село Чеботарёвка. Для расследования действий местного партийного канткома была направлена комиссия Башревкома, которая столкнулась с вооружённым сопротивлением отряда Чистякова. Позднее выяснилось, что действия Усерганского канткома РКП(б) координировались Оренбургским губкомом РКП(б).
12 марта 1920 года Башревком обратился во ВЦИК, ЦК РКП(б), лично к В. И. Ленину, Л. Д. Троцкому и И. В. Сталину, Центральное Бюро коммунистических организаций Востока и Реввоенсовету Туркестанского фронта с заявлением, в котором было указано, что «освободительное движение башкир с первых же дней существования Советской Башкирии встретило противодействие великорусского населения Южного Урала», а партийные и советские органы соседних губерний, внутри самого Башкортостана на своих конференциях, съездах и т. д., «выносили резолюции против Башкирской республики». Также в заявлении говорилось о бесконечных насмешках и издевательствах над Башкирской АССР (многие партийные работники призывали её ликвидировать), объяснялись основные причины январского конфликта, ставился вопрос о невмешательстве партийных органов в административные дела республики и о необходимости полного подчинения БашЧК и «Башкиропомощи» Башревкому, а башкирских частей Башвоенкомату. Для решения данной проблемы Башревком также предлагал реорганизовать Башобкома РКП(б) и ставил вопрос об отзыве из учреждений республики целого ряда лиц (Артёма, Чистякова, Шамигулова, Тагирова, Поленова и других). В случае невыполнения этих требований Башревком считал бессмысленным дальнейшее существование Башкирской АССР. ЦК РКП(б) назвал данный документ ультиматумом и отозвал в Москву председателя Башревкома Валидова.
12—15 марта 1920 года Башревком организовал съезд представителей кантонных революционных комитетов, в повестку которого были включены следующие вопросы: 1) О вооружении и снаряжении милиционеров кантревкомов; 2) О коммунальном хозяйстве; 3) О подводной повинности; 4) О взаимоотношениях между канткомами партии и кантревкомами; 5) О национальном языке Башреспублики; 6) О перемещении резиденций кантревкомов в пункты, населённые башкирами, и прочие. На съезде был принят «Проект временного положения о кантонных военно-революционных комитетах Башкирской Советской Республики», согласно которому права и обязанности кантревкомов были расширены — они объявлялись «высшими органами Советской власти в пределах территории кантонов» и «предметом их ведения» являлось в первую очередь «проведение в жизнь всех постановлений Всебашкирского военного ревкома» (Башревкома). Таким образом Башревком через решения съезда был намерен остановить противостояние в кантонах ревкомов и парткомов, а также конфликты, доходящие до вооружённого столкновения.

## Уфимское совещание
Впоследствии особая комиссия Туркестанского фронта, проводившая расследование январского конфликта, установила наличие вины за Шамигуловым и Измайловым, против которых давали показания «ответственные партийные советские работники». По мнению уполномоченного Т. И. Седельникова, «Башкирию в начале года поставил на дыбы „ласковый телёнок“ т. Артём своей мелкотравчатой и плоскодонной политикой вместе с почти полной деловой невменяемостью». 18 января 1920 года член Реввоенсовета Восточного фронта Б. П. Позерн послал телеграмму В. И. Ленину: «Председатель Башревкома т. Юмагулов едет в Москву, но как быть с тов. Артёмом, Самойловым, Дудником, они продолжают вести усиленную агитацию против Башревкома, башдеятелей, не исключая коммунистов, против Башреспублики… Необходимо безотлагательно прекратить травлю башкирцев, иначе неминуемо столкновение». В своём докладе в ЦК РКП(б) К. М. Рычков (Ракай) указывал, что партийные функционеры не подготовлены решать национальные вопросы, также указал, что «власть в Башкирии может быть жизненной только тогда, когда имеет корни в правосознании башкирского народа. К сожалению, и старый режим, и товарищ Артём сделали все, чтобы возбудить среди башкир ненависть вообще к власти, да притом ещё возглавляемой русскими». П. Н. Мостовенко писал о том, что Г. Шамигулов, впоследствии рассказывая ему об январском конфликте, «раза два высказывал сожаления, что, если бы не сомнение в настроении на этот счёт Центра, то, в сущности, все было готово, и ребята, что называется, рвались арестовать башревкомовцев и тем покончить с игрой в автономную республику». Далее Мостовенко писал о причинах этих событий: «Я убедился… в большой трудности примирить моё отношение к башкирским делам с прочно сложившимися наслоениями и навыками в работе большинства местных и наезжих в Уфу работников. Было ясно, что в отношении национального вопроса здесь на практике творился совершенно исключительный перегиб».
Январский конфликт и последующие события, обусловили проведение 14 марта 1920 года совещания в Уфе с участием представителя ЦК РКП(б) Л. Д. Троцкого, членов Башревкома — А. А. Валидова, Ф. Н. Тухватуллина и Ф. Дудника, членов Башобкома — Ф. Самойлова, И. Ш. Рахматуллина и К. Каспранского, уполномоченных — Артёма и Е. Преображенского, председателя Уфимского губисполкома — Б. М. Эльцина. На повестку были включены следующие вопросы: о составе Башревкома и его Президиума, об определении границ Башкирской АССР, о созыве съезда Советов БАССР, о привлечении местных работников в хозяйственные органы БАССР с соседними губерниями, о земельной политике, о порядке назначения на ответственные посты работников, о взаимоотношениях между Советскими и партийными учреждениями в БАССР, о январском инциденте. Л. Д. Троцкий выступил против январских действий Башревкома, в то же время оказал поддержку ряду контрдоводов А. А. Валидова и его сторонников в отношении проводимой Башобкомом политики в Башкирской АССР. В резолюции совещания указывалось, «о полной недопустимости оценивать Башревком как контрреволюционное учреждение» и что партийные организации «ни в коем случае не должны вмешиваться в практическую административную работу советских учреждений, а должны оставаться руководящими политическими организациями трудящихся…», в связи с этим были подвергнуты критике действия Усерганского канткома РКП(б). Также в итоговом документе совещания указывалось, что «основной задачей партийных и советских организаций Башреспубики является превращение Башреспублики в коммунистическую страну, часть великой Коммунистической Федерации, что не может быть достигнуто иначе, как путём привлечения широких трудящихся в сферу идеи коммунизма и его организации…», и что «представляется необходимым привлечение в ближайший период в состав Областного Комитета возможно большего числа башкир». По предложению Л. Д. Троцкого на совещании было решено Январский конфликт «считать окончательно ликвидированным», а «весь этот эпизод вычеркивается историей Башреспублики».
Решения Уфимского совещания были встречены с одобрением Башревкомом, а его противники считали их предвзятыми. Башобком РКП(б) не стал выполнять решений Уфимского совещания и продолжал свою работу по дискредитации Башревкома, постоянно направлял обращения в ЦК РКП(б) о «националистических действиях Башревкома». Такую же политику продолжали проводить партийные и советские органы соседних губерний.

## Последствия
После январских событий центральная власть начала подготовку к ограничению автономных прав Башкирской республики. 7 февраля 1920 года при ВЦИК была создана комиссию по разработке вопросов федеративного устройства РСФСР, а 15 февраля 1920 года ВЦИК образовал комиссию по определению взаимоотношений между РСФСР и находящимся в его составе автономных государственных образований. В Москве при особом отделе ВЧК была создана комиссия по январскому конфликту, в его мартовском заключении говорилось, что Башревком по сути проводит сепаратистскую политику, направленную на полное обособление Башкирской АССР от РСФСР. Была создана специальная комиссия по башкирскому вопросу в составе Л. Б. Каменева, И. В. Сталина и Л. Д. Троцкого. 5 апреля 1920 года в состав комиссии были включены Ф. Э. Дзержинский и Е. А. Преображенский. 8 апреля 1920 года состоялось заседание пленума ЦК РКП(б), на котором с сообщением по башкирскому вопросу выступил председатель комиссии по башкирским делам И. В. Сталин. Председатель ВЧК Ф. Дзержинский предложил предать суду Юмагулова, Рычкова и других виновных в аресте членов Башобкома РКП(б), и отозвать Валидова в Москву. Комиссия по башкирским делам разработало рекомендации по дополнению «Соглашения Центральной Советской власти с Башкирским правительством о Советской Автономной Башкирии». С учётом этих рекомендаций Политбюро ЦК РКП(б) 14 апреля 1920 года приняло специальное решение о конституционно-правовом положении Башкирской АССР.
19 мая 1920 года ВЦИК и СНК РСФСР подписали декрет «Об отношениях Автономной Советской Башкирской Республики к Российской Советской Республике», который в «Известиях ВЦИК» был назван постановлением «О государственном устройстве Автономной Советской Башкирской Республики». Данный декрет практически перечеркнул «Соглашение Центральной Советской власти с Башкирским правительством о Советской Автономной Башкирии». Согласно декрету из ведения автономной республики полностью изымались наркоматы продовольствия, финансов, Советы Народного Хозяйства, рабоче-крестьянской инспекции и другие. Из республики стали приходить обращения с призывом отменить декрет и с требованием возвращения Валидова и Юмагулова. 7 июня 1920 года состоялась заседание Президиума ВЦИК которое приняло постановление по вопросу о Башревкоме, согласно которому X. Юмагулов, А. Валидов, а также представители ВЦИК Артём, Ф. Самойлов, как оказавшиеся неспособными примирить борющиеся в Башкирской АССР группы, подлежали отзыву из республики. Юмагулова было решено устранить из состава ВЦИК и предать суду «за арест ответственных коммунистов, членов обкома Башкирии и за другие, связанные с этим актом правонарушения».
После того как в знак протеста против принятия декрета Башревком 1-го состава ушло в отставку, в его новый состав Башобкомом РКП(б) были включены противники автономии, в том числе участники январского конфликта из Башобкома. В результате в республике активно началось внедрение политики «военного коммунизма», проводились массовые репрессии против местного населения, что в конечном счёте привело к восстаниям башкир, требовавших возвращения к власти прежнего Башревкома во главе с А. А. Валидовым и Х. Ю. Юмагуловым. Жестокое подавление восстания и грабежи населения привели к трагическим последствиям массового голода населения в 1921—1922 годах.